# Ladvánszky Károly
Ladvánszky Károly (Szeged, 1928. április 15. – 2014. június
) rendőr altábornagy, 1977. április 1. és 1989. április 30. között országos rendőrfőkapitány.

## Élete
Eredeti szakmáját tekintve hentes- és mészárossegéd volt. 1944 végén csatlakozott a rendőrség kötelékébe, ahol előbb járőr, majd előadó és főelőadó lett. 1945-ben lépett be a Magyar Kommunista Pártba (MKP), majd 1948-tól a Magyar Dolgozók Pártjának (MDP) tagja lett. 1952-ben a Belügyminisztériumi Titkárság vezetője lett. 1956-tól a Magyar Szocialista Munkáspárt (MSZMP) tagja volt.
Szerepet vállalt az 1956-os forradalom utáni megtorlásokban; 1956. december 8-án Salgótarjánban két munkástanácsi vezető letartóztatása nyomán robbant ki konfliktus, amely végül máig tisztázatlan körülmények között vérengzésbe torkollt. A tragédia napján Házi Sándor és Ladvánszky is a városi rendőrség épületében tartózkodott. Ladvánszky később tagadta, hogy köze lett volna a vérengzéshez: állítása szerint, amikor Münnich Ferenc honvédelmi miniszter őt és Házit a karhatalom megszervezésének feladatával küldte el november végén Nógrád megyébe, Salgótarjánban már felállított karhatalmi egységeket talált. Wittner Mária a "salgótarjáni sortűz egyik prominens ÁVH-s levezénylőjének" nevezte Ladvánszkyt.
Ladvánszky 1956-tól az Országos Rendőr-főkapitányság közrendvédelmi osztályvezetője volt, majd elvégezte a Rendőrtiszti Akadémiát és az MSZMP Politikai Főiskolát. 1962-től közlekedésrendészeti csoportfőnök, 1974. áprilistól pedig BM főcsoportfőnök-helyettes. Az Országos Rendőr-főkapitányságot 1977-ben állították vissza az 1963-ban létrehozott BM II. Főcsoportfőnökség helyett. Ladvánszky 1977 és 1989 között belügyminiszter-helyettesi minőségben országos rendőrfőkapitány volt. Altábornagyi rendfokozatban saját kérésre nyugdíj
azták 1989 áprilisában, utóda Túrós András vezérőrnagy lett.
A rendszerváltás után tanúskodott az 1994-es salgótarjáni sortűzperben. Azt vallotta, hogy a sortűz idején délelőtt telefonon beszélt az ORFK vezetőivel és kérte útmutatásukat, hogy mit tegyenek a felgyülemlett tüntetőkkel szemben. Elmondása szerint azt közölték vele, hogy cselekedjék saját belátása szerint. 2003-ban, 75. életévének betöltésekor Lamperth Mónika akkori belügyminiszter kitüntetésben részesítette. A Biszku Béla-perben nem hallgatták meg tanúként, annak ellenére, hogy az elsőfokú ítéletet (2014 májusa) még megérte. Ibolya Tibor fővárosi főügyész 2015. júniusi közlése szerint Ladvánszky az interjú időpontjában már nem volt az élők sorában.